# 2013년 세계 배드민턴 선수권 대회
제20회 세계 배드민턴 선수권 대회는 2013년 8월 5일에서 11일까지 중화인민공화국 광저우에서 열리고 있는 국제 배드민턴 대회이다. 중국에서 두 번째 열리는 선수권 대회이다.

## 메달리스트
| 종목                   | 금                             | 은                           | 동                                      |
| ---------------------- | ------------------------------ | ---------------------------- | --------------------------------------- |
| 남자 단식 자세히       | Lin Dan                        | 리총웨이                     | Nguyễn Tiến Minh                        |
| 남자 단식 자세히       | Lin Dan                        | 리총웨이                     | 두펑위                                  |
| Women's Singles 자세히 | Ratchanok Intanon              | 리쉐루이                     | 배윤주                                  |
| Women's Singles 자세히 | Ratchanok Intanon              | 리쉐루이                     | P. V. Sindhu                            |
| Men's Doubles 자세히   | Hendra Setiawan Muhammad Ahsan | Mathias Boe Carsten Mogensen | 차이윈 푸하이펑                         |
| Men's Doubles 자세히   | Hendra Setiawan Muhammad Ahsan | Mathias Boe Carsten Mogensen | 김기정 김사랑                           |
| Women's Doubles 자세히 | 왕샤오리 위양                  | 엄혜원 장예나                | 톈창 자오윈레이                         |
| Women's Doubles 자세히 | 왕샤오리 위양                  | 엄혜원 장예나                | Christinna Pedersen Kamilla Rytter Juhl |
| Mixed Doubles 자세히   | Tantowi Ahmad Lilyana Natsir   | 쉬천 마진                    | 신백철 엄혜원                           |
| Mixed Doubles 자세히   | Tantowi Ahmad Lilyana Natsir   | 쉬천 마진                    | 장난 자오윈레이                         |

## 참가국
대회에는 49개국 선수 345명이 참가했다. ( ) 안 숫자는 참가 선수 수를 나타낸다.
| - 오스트레일리아 (2) - 오스트리아 (2) - 벨라루스 (1) - 벨기에 (5) - 불가리아 (4) - 캐나다 (3) - 중국 (26) - 중화 타이베이 (17) - 크로아티아 (2) - 쿠바 (1) - 체코 (5) - 덴마크 (17) - 이집트 (2) - 잉글랜드 (12) - 에스토니아 (1) - 핀란드 (2) - 프랑스 (5) | - 독일 (14) - 홍콩 (13) - 인도 (14) - 인도네시아 (28) - 아일랜드 (3) - 이스라엘 (1) - 일본 (19) - 대한민국 (18) - 리투아니아 (1) - 말레이시아 (25) - 모리셔스 (1) - 멕시코 (3) - 네덜란드 (6) - 뉴질랜드 (8) - 노르웨이 (2) - 필리핀 (4) | - 폴란드 (6) - 러시아 (14) - 스코틀랜드 (6) - 싱가포르 (6) - 슬로바키아 (1) - 슬로베니아 (2) - 스페인 (3) - 스리랑카 (1) - 스웨덴 (3) - 스위스 (3) - 태국 (14) - 미국 (8) - 우간다 (1) - 우크라이나 (7) - 베트남 (1) - 웨일스 (2) |